# 側條金線魮
側條金線魮（学名：Sinocyclocheilus lateristriatus）为輻鰭魚綱鯉形目鲤科的其中一種，分布於亞洲中國，棲息在中底層水域。

## 扩展阅读
維基物種上的相關：側條金線魮